# イヴァナ・トランプ
- イバナ・トランプ

イヴァナ・マリエ・トランプ（Ivana Marie Trump、1949年2月20日 - 2022年7月14日）は、チェコスロバキア出身のアメリカの実業家。元ファッションモデル。
後に第45代アメリカ合衆国大統領となるドナルド・トランプの元妻であるが、ドナルドが大統領に就任する以前に離婚しており、公式にファーストレディであったことはない。ドナルド・トランプ・ジュニア、イヴァンカ・トランプ、エリック・トランプは実子である。
1972年札幌オリンピックのチェコスロバキア選手団アルペンスキー補欠選手を自称した。

## プロフィール

### 生い立ち
チェコスロバキアのゴットワルドフ（現在はチェコの都市、ズリーン）で、イヴァナ・マリエ・ゼルニーチコヴァー（Ivana Marie Zelníčková）として生まれた。父ミロシュ・ゼルニーチェク （1927年 - 1990年）は電気技師であり、母マリー・ゼルニーチコヴァー（1926年 -）は電話交換手であった 。子供時代は、彼女のスキーの才能を見抜いた実父によって特訓を受けていた。

### 国外へ
12歳の時にはより厳しい訓練を望む父親によって共産主義体制の思想教育キャンプにおくられたと本人は語っている。1968年にチェコスロバキアのスキー・ナショナルチームの一員に選ばれ、共産主義体制の外へ出ることができたという（ただし、1989年にアメリカの雑誌がチェコスロヴァキアのスキー連盟に問い合わせたが、「そのような事実はない」という回答だった）。その後すぐ、オーストリア人のスキー選手アルフレッド・ウィンクルマイヤーと結婚。彼との結婚で、パスポートを得るためであった。
1970年代初頭、カレル大学で単位を取得。1975年、幼馴染のジョージ・シロヴァトカと共にカナダへ渡り、スキー・ショップを開店する。2年間モントリオールで暮らし、カナダ有数の毛皮会社のモデルを務めた。1976年にニューヨークへ移り、1976年モントリオールオリンピックの宣伝活動をする。同年にウィンクルマイヤーと離婚。

### トランプと再婚
1977年4月、ドナルド・トランプと再婚。彼との間に、ドナルド・ジュニア、イヴァンカ、エリックの3子をもうけた。ドナルドによってインテリア関連会社、タージ・マハル・ホテル、カジノの運営を任され、成功している。1980年代後半には、家族と過ごす時間を増やしたいとしてアトランティック・シティを離れようとするが、夫にプラザ・ホテルの運営を任される。

### トランプと離婚
1990年、夫ドナルドとモデルのマーラ・メープルズとの浮気が発覚。1992年に正式に離婚するが、慰謝料を巡って裁判で泥仕合となり、衆目を集めた。正確な金額は定かでないが、彼女のこれまでの会社への貢献度を加えられ、2億ドルの現金、14億ドルの土地（コネチカット州）、フロリダ州パームビーチにある邸宅などを受け取ったとされる。マーラ・メープルズは若い頃のイヴァナに似ているということ、離婚訴訟と並行してのドナルドの破産も大きな話題になった。

### 離婚後の活動
離婚後すぐにウィリアム・モリス・エージェンシーと契約。映画『ファースト・ワイフ・クラブ』へのカメオ出演や、雑誌の人生相談など幅広い活動を行い、更に自身の名を冠した衣料、宝石、美容器具をテレビショッピングで売り出し、手堅い成功を収めた。著作もベストセラーとなり、テレビドラマ化された。2000年代には元夫や子供たちが出演していた『アプレンティス』を含む複数のリアリティ番組に出演し、うち一つは自身の名を冠したものであった。
一方、不動産開発業にも乗り出したが、失敗している。
2017年10月、ABCテレビのインタビューで「最初（ファースト）の妻は私。ファーストレディでしょ？」と発言し、これに対して現在の妻であるメラニア・トランプが「著書の販促のための単に注目されたいだけの自分勝手な発言だ」と報道官を通じて猛反発した。大統領夫人と先妻が表立って対立したのはこれが初めてとされる。
2022年7月14日、ニューヨークの自宅で死去。73歳没。ドナルドはイヴァナの死をTruth Socialで公表し、素敵で美しく素晴らしい女性だったと称えた。死因は公表していないが、捜査当局はイヴァナが自宅の階段から転落した可能性について調べていると報じられるなど、事件性はないと見られた。7月15日になってニューヨーク市検視当局はイヴァナが胴体を強く打ったことによる負傷が死因との見解を示した。

### 私生活
1992年にリッカルド・マッツケッリと再々婚するが1994年に離婚。マッツケッリはイヴァナとドナルド・トランプを名誉棄損で告訴するなどこの離婚劇も泥沼化した。2008年4月、24歳年下のロッサノ・ルビコンディと結婚。300万ドルをかけた披露宴に、元夫ドナルドを含む400人の客を招待した。2009年にルビコンディと離婚したが、その後よりを戻した。